# Ścinawka Średnia (stacja kolejowa)
Ścinawka Średnia – stacja kolejowa w Ścinawce Średniej, w województwie dolnośląskim powstała w 1879 roku wraz z linią kolejową Kłodzko – Wałbrzych. Według klasyfikacji PKP ma kategorię dworca lokalnego. Przez stację kursują autobusy szynowe Kolei Dolnośląskich oraz liczne pociągi towarowe. Znajdują się tu dwa perony.

## Ruch pasażerski

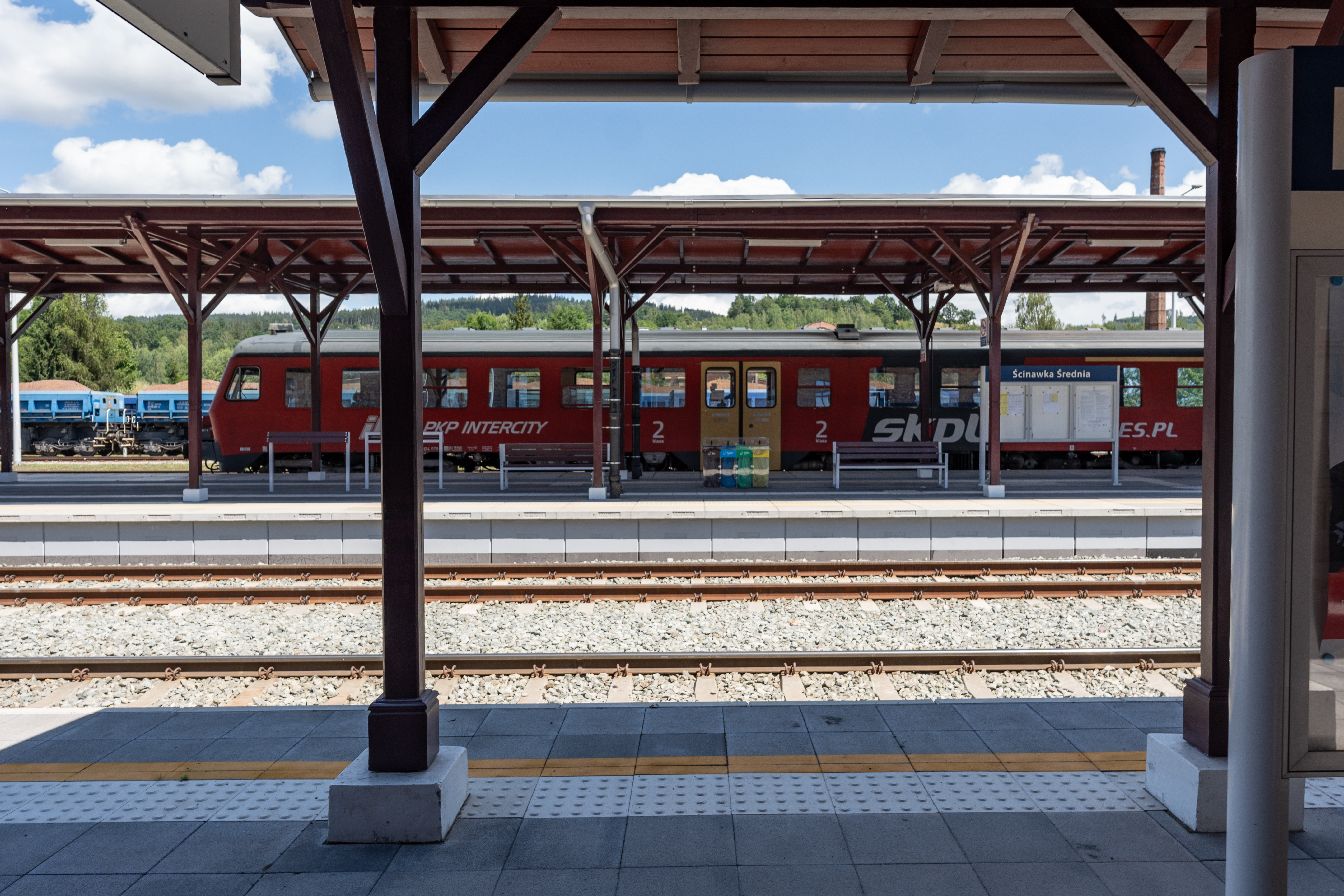

| Rok  | Wymiana pasażerska na dobę |
| ---- | -------------------------- |
| 2017 | 20-49                      |
| 2022 | 50-99                      |

## Składowisko parowozów
Po upadku koncepcji utworzenia na bazie likwidowanej parowozowni Kłodzko Główne kolejowego skansenu, w 1993 roku na bocznicę przy stacji Ścinawka Średnia przetransportowano z Kłodzka 10 nieczynnych parowozów. Dwa z nich trafiły do Muzeum Przemysłu i Kolejnictwa na Śląsku w Jaworzynie Śląskiej, pozostałe zezłomowano. Składowisko uległo likwidacji w lipcu 2008 r.

## W filmie
- Na stacji kolejowej kręcone były sceny do filmu Jana Jakuba Kolskiego Afonia i pszczoły[7].

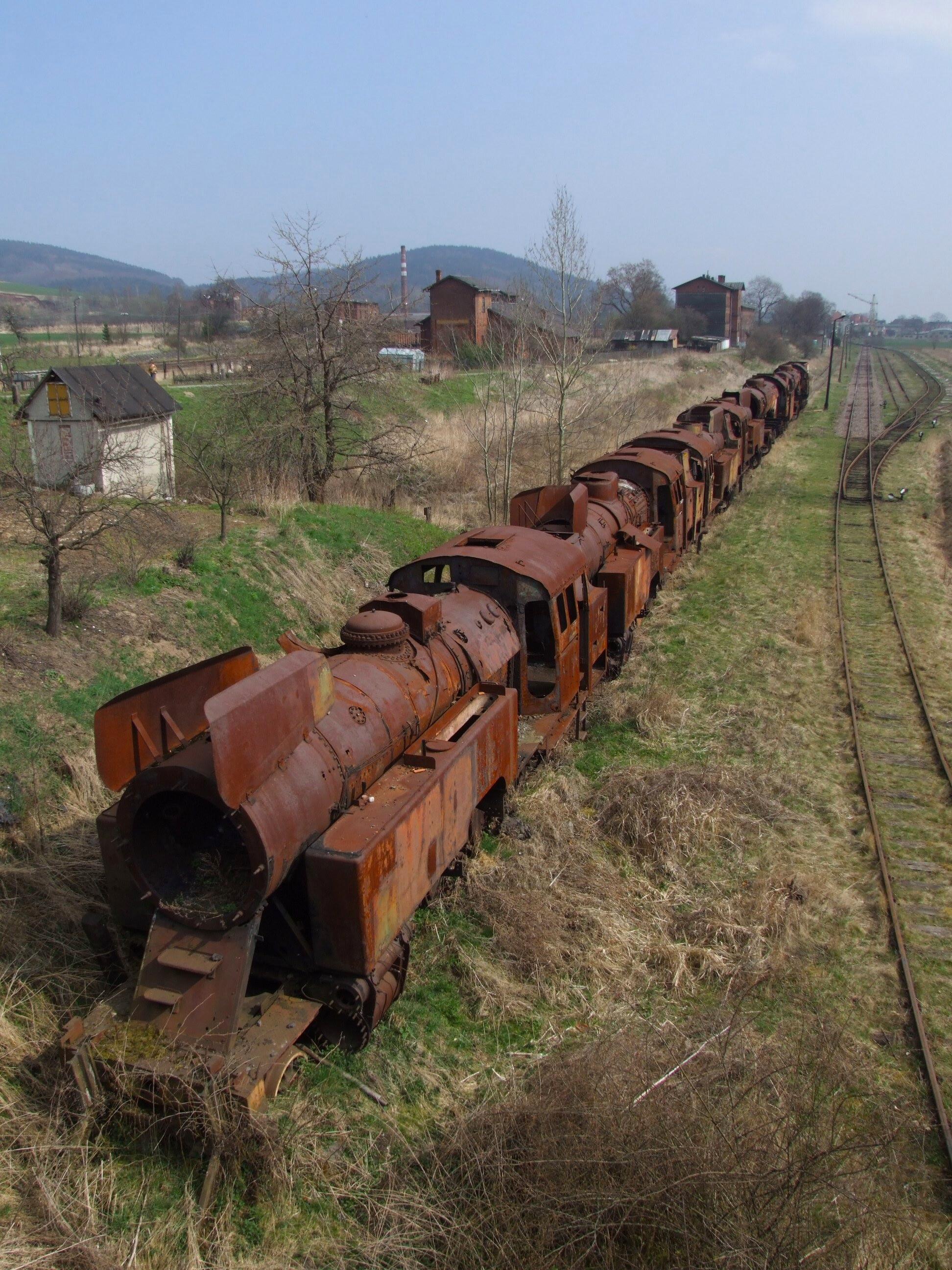
Byłe składowisko parowozów
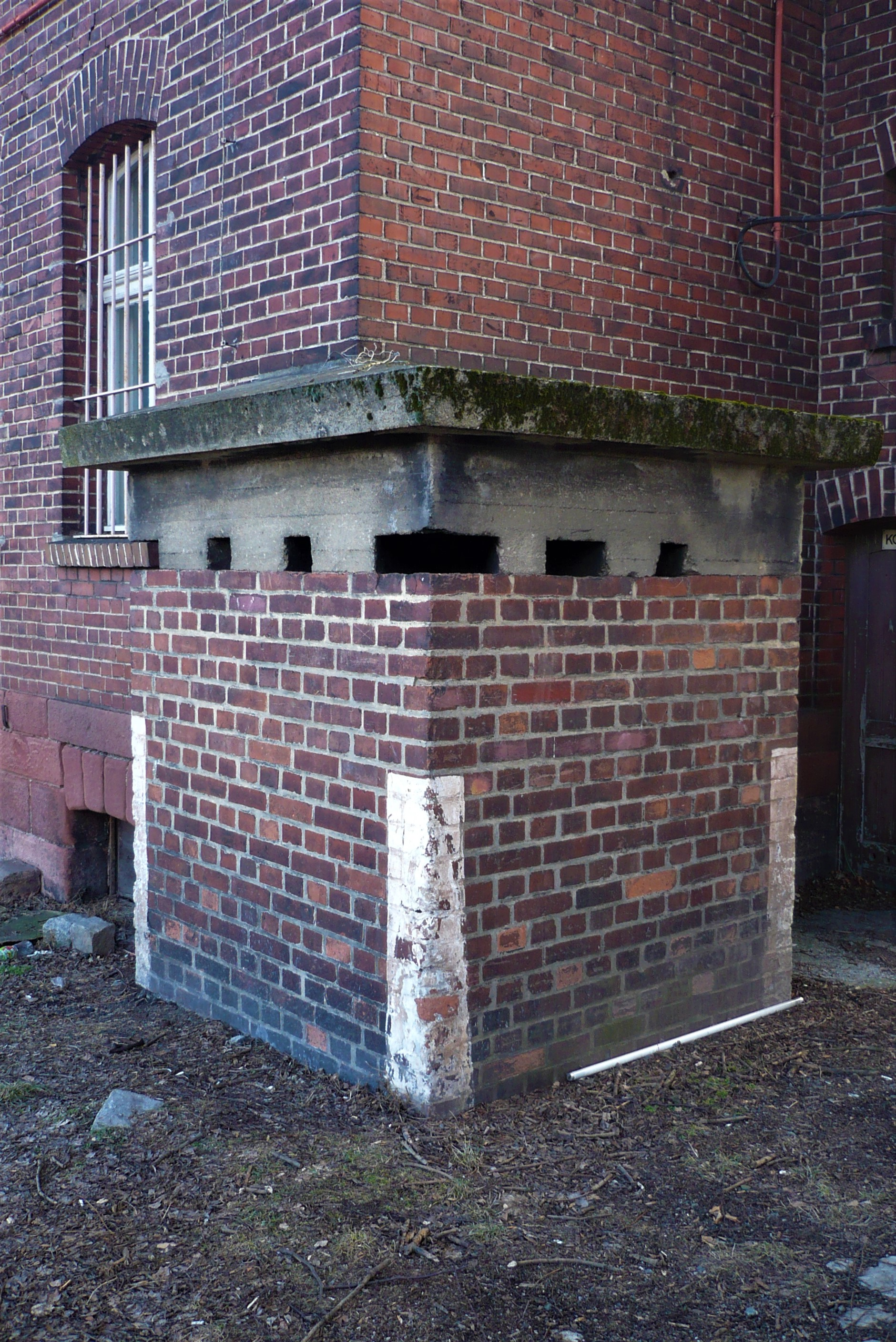
Bunkier na stacji